# Gonobahini
Gonobahini (em bengali:   গণবাহিনী, "Exército Popular") foi o braço armado do Jatiya Samajtantrik Dal.

## História
Em 1972, a Liga Chhatra de Bangladesh, a ala estudantil da Liga Awami de Bangladesh, se dividiu para formar o Jatiyo Samajtantrik Dal, liderado por Serajul Alam Khan.
O partido reivindicava o estabelecimento do socialismo através de uma revolução armada. Como resultado, o Gonobahini foi formado e liderou uma violenta insurgência contra o governo de Sheikh Mujibur Rahman. Em 1974, Hasanul Haq Inu liderou um grupo de homens armados para atacar a residência do então ministro Mansur Ali, o que resultou em um massacre. O Gonobahini também é acusado de matar vários membros da Liga Chhatra de Bangladesh e da Liga Awami.

## Crítica
Em 2016, o secretário geral da Liga Awami de Bangladesh, Syed Ashraful Islam, observou que o Jatiya Samajtantrik Dal e o Gonobahini haviam criado a atmosfera política que levou ao assassinato de Sheikh Mujibur Rahman. Os líderes partidários da oposição também consideram suas atividades responsáveis pelo assassinato de Sheikh Mujib. Outras figuras da oposição o chamaram de "a al-Qaeda de sua época".